# Chiesa di Santa Maria (Elbasan)
La chiesa di Santa Maria (in albanese kisha e Shën Mërisë), nota anche come chiesa della Dormizione di Santa Maria (in albanese kisha Fjetja e Shën Mërisë), è una chiesa ortodossa di Elbasan, sita all'interno del castello, rivendicata dalla Chiesa ortodossa autocefala albanese ma de facto amministrata dall'autoproclamata Chiesa ortodossa autocefala nazionale albanese indipendente dal 1996.
Dal 1963 è tutelata dal governo albanese come monumento culturale di prima categoria. La chiesa è spesso menzionata come esempio di armonia interreligiosa, vista la convivenza con la vicina moschea del Re e con la chiesa cattolica di San Pietro.

## Storia
Una chiesa all'interno del castello di Elbasan era già presente nel 1656-1661 e fu costruita (o ricostruita) secondo la tradizione durante il dominio ottomano della città, quindi posteriormente al 1466, sopra ad un pre-esistente cimitero. Sempre secondo la tradizione le autorità ottomane autorizzarono la costruzione della chiesa ma imposero che il suo tetto non superasse l'altezza del minareto della vicina moschea del castello.
La chiesa originaria fu distrutta da un incendio che, secondo l'archivio della famiglia di Thoma Deliana, sarebbe avvenuto nel 1818 e fu ricostruita tra gennaio e maggio 1833 su iniziativa dell'arcivescovo ortodosso di Durazzo Krysanthos Karamalīs.
Tra il XVIII e il XX secolo nei pressi della chiesa sorse una scuola greca che divenne uno dei principali luoghi di educazione per gli albanesi e dove si tenne il congresso di Elbasan del 1909.
Negli anni '90 la chiesa è divenuta sede della Chiesa ortodossa autocefala nazionale albanese indipendente guidata dal parroco Nikollë Marku, auto-dichiaratasi indipendente dalla Chiesa ortodossa autocefala albanese in contrasto con la nomina dell'arcivescovo greco Anastasio. Nel corso degli anni 2000 Marku, nonostante l'opposizione dell'arcivescovo, ha ottenuto dal governo albanese i fondi per il restauro della chiesa.

## Descrizione

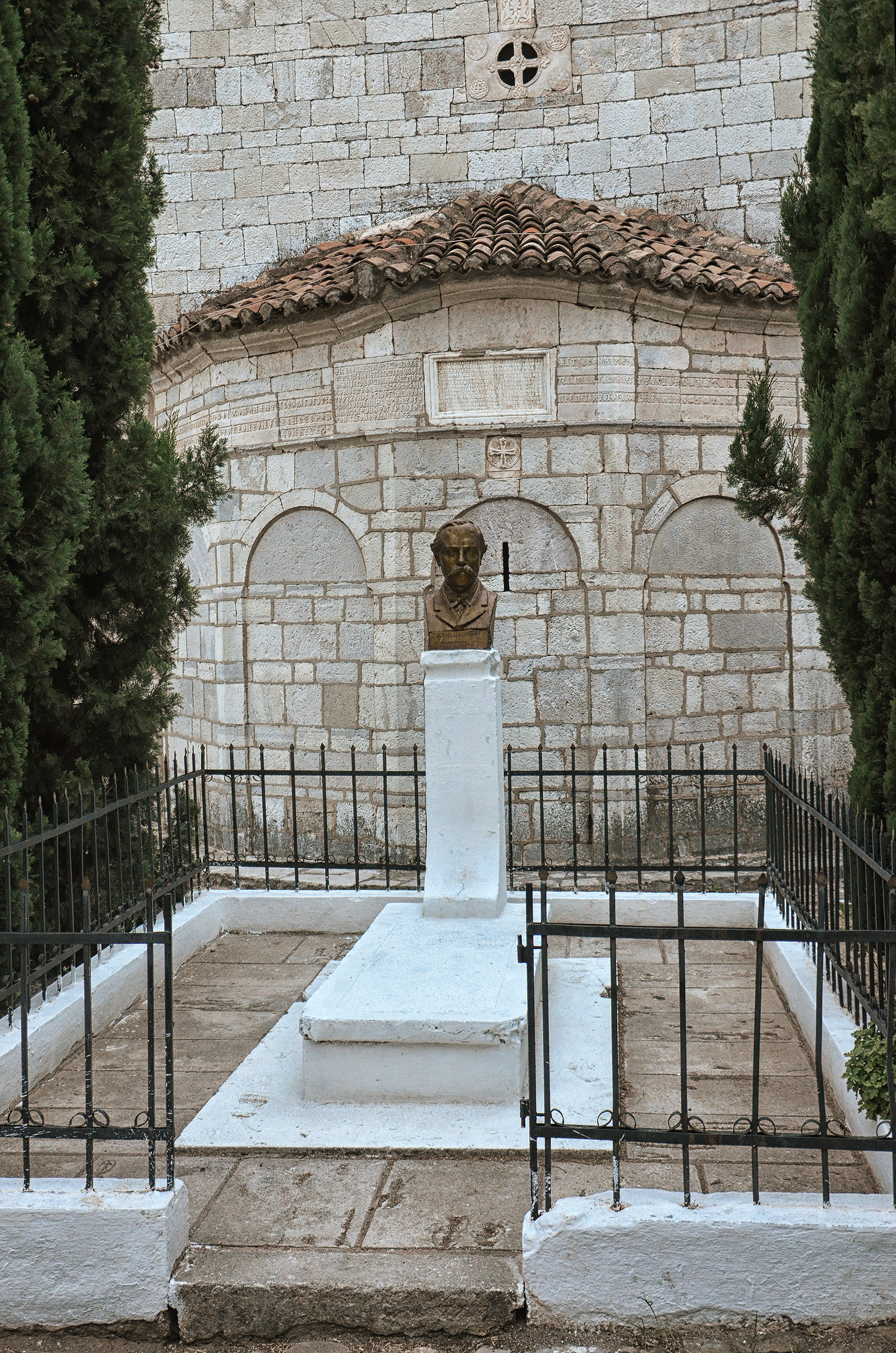
La tomba di Kostandin Kristoforidhi.

La chiesa, realizzata in pietra, si trova nel perimetro del quartiere sorto nel castello di Elbasan. Ha una pianta basilicale a tre navate ed è dotata di una cupola emisferica, tre absidi sul lato orientale ed un esonartece posto longitudinalmente all'ingresso. Le misure sono di 27,7 × 12,4 metri.
All'interno della chiesa è custodita un'iconostasi lignea realizzata nel 1859 dal laboratorio dell'artigiano Pjeter Filini di Debar, con alcune icone sacre attribuite a Mihal Anagnosti. Secondo l'allora Ministro dell'istruzione Thoma Deliana, tale opera d'arte affascinò una delegazione tedesca in visita nel paese nel 1974 al punto che questi ultimi offrirono un milione di dollari per poterla acquistare. L'iconostasi è stata depredata di numerose icone sacre nel corso degli anni.
Nel cortile circostante la chiesa è presente la tomba di Kostandin Kristoforidhi, che fu particolarmente attivo nella traduzione di testi sacri in albanese.